# Глубокий переулок
Глубо́кий переу́лок — улица в центре Москвы на Пресне от Краснопресненской набережной. Проходит вдоль Белого дома.

## Происхождение названия
Название второй половины XIX века. Переулок тогда был тупиком, глубоко вдавшимся в существовавшую здесь застройку. Прежнее название — Безымянный переулок. Первоначально проходил от Верхнего Предтеченского переулка до Нижней Пресненской (ныне Рочдельской) улицы. Позже в его состав был включён Новый Прохоровский переулок, который был образован по решению Московской городской думы 19 ноября 1913 года.

## Описание
Глубокий переулок начинается от Краснопресненской набережной, проходит на север вдоль западного крыла Белого дома, пересекает Рочдельскую улицу и заканчивается в застройке недалеко от Нововаганьковского и Верхнего Предтеченского переулков.

## Здания и сооружения
По нечётной стороне:
- № 1/2 — жилой дом построен в начале 1950-х годов по проекту архитектора И. И. Ловейко. Первоначально предполагалось, что дом станет частью огромного жилого комплекса, который должен был занять бо́льшую часть территории, на которой стоит современный Дом Правительства Российской Федерации[2].
- № 3А — детский сад № 255;
- № 7, строение 1 — детско-юношеский центр «Пресня»;

По чётной стороне: